# (7955) Ogiwara
(7955) Ogiwara  es un asteroide perteneciente al cinturón de asteroides, descubierto el 18 de noviembre de 1993 por Takeshi Urata desde el Observatorio de Nihondaira, en Japón.

## Designación y nombre
Ogiwara se designó inicialmente como 1993 WE.
Nombrado  por Tetsuo Ogiwara (n. 1950) quien es un astrónomo aficionado japonés que desde 1972 calculó órbitas circulares y elípticas de unos 100 planetas menores.

## Características orbitales
Ogiwara orbita a una distancia media del Sol de 2,759 ua, pudiendo acercarse hasta 2,422 ua y alejarse hasta 3,095 ua. Tiene una excentricidad de 0,122 y una inclinación orbital de 1,568° grados. Emplea en completar una órbita alrededor del Sol 1673,59 días.
Los próximos acercamientos a la órbita de Júpiter ocurrirán el 10 de febrero de 2034, el 28 de diciembre de 2093 y el 4 de abril de 2116.

## Características físicas
Su magnitud absoluta es 14,00. Tiene 5,979 km de diámetro. Su albedo se estima en 0,164.